# Justicia minutiflora
Justicia minutiflora är en akantusväxtart som beskrevs av Raymond Benoist. Justicia minutiflora ingår i släktet Justicia och familjen akantusväxter. Utöver nominatformen finns också underarten J. m. waterlotii.